# FIFA International Soccer
FIFA International Soccer – komputerowa gra sportowa rozpoczynająca serię FIFA, będąca konkurentem m.in. dla Sensible Soccera. Walczymy w niej jedną spośród 48 drużyn (47 narodowych + drużyna EA Sports), walcząc z przeciwnikiem i próbując zdobyć gola. Widok gry pokazano w dwuwymiarowym rzucie izometrycznym, korzystając ze spritów. Gra zawierała dużo prostych błędów m.in. łatwo było strzelić gola z połowy boiska. Na zdjęciu z okładki znalazł się Piotr Świerczewski walczący o piłkę z Davidem Plattem w meczu Anglia – Polska podczas eliminacji do Mistrzostw Świata 1994 ponieważ Electronic Arts oraz FIFA ogłosiły swoją współpracę przed rozpoczęciem tego meczu 8 września 1993 r.